# مریلز لندینگ (کالیفرنیا)
مریلز لندینگ (به انگلیسی: Merrills Landing) یک منطقهٔ مسکونی در ایالات متحده آمریکا است که در شهرستان بیوت، کالیفرنیا واقع شده‌است. مریلز لندینگ ۵۴ متر بالاتر از سطح دریا واقع شده‌است.